# Alexandra Rexová
Alexandra Rexová (* 5. August 2005 in Bratislava) ist eine slowakische paralympische Skirennfahrerin. 2022 gewann sie bei den Winter-Paralympics eine Gold- und eine Bronzemedaille.

## Leben
Alexandra Rexová kam in der slowakischen Hauptstadt Bratislava zur Welt und leidet an der seltenen Krankheit Morbus Stargardt, welche angeboren ist. Aufgrund der Krankheit verschlechterte sich ihre Sehkraft zwischen den sechsten und siebten Lebensjahr stark. Sie lebt mit ihren Eltern und ihrem jüngeren Bruder in Zohor und geht auf eine Schule in Bratislava.

## Karriere
Alexandra Rexová begann mit dem Skifahren bereits im Alter von fünf Jahren und blieb auch nach dem starken Verlust ihrer Sehkraft den Ski-Alpin-Sport treu. Zum paralympischen Leistungssport kam sie durch ein internationales Trainingscamp in Jasná, welches vom Slovenský paralympijský výbor organisiert wurde. Bei Skiwettbewerben startete sie in der Klasse der Athleten mit Sehbehinderung und wurde aufgrund ihrer Krankheit in die Klassifizierung B2 einsortiert. Aufgrund dieser Klassifizierung absolviert sie die Wettbewerbe gemeinsam mit einem Begleitläufer, welcher vor ihr herfährt und sie durch Zuruf oder Funk unterstützt. In der Saison 2020/21 ging sie im Alter von 15 Jahren gemeinsam mit ihrer Begleitfahrerin Eva Trajčíková im Alpinen Skiweltcup der Behinderten an den Start und konnte überraschend in der Klasse der Sehbehinderten den Gesamtweltcup gewinnen.
In der darauffolgenden Saison konnte sich Alexandra Rexová im Alter von 16 Jahren für die Winter-Paralympics 2022 in Peking qualifizieren. Während sie in der Abfahrt und im Riesenslalom mit dem vierten bzw. fünften Platz jeweils eine Medaille verpasste und in der Alpinen Kombination im Slalom ausschied, konnte sie gemeinsam mit ihrer Begleitfahrerin Eva Trajčíková im Slalom-Wettbewerb hinter den beiden österreichischen Schwestern Veronika und Barbara Aigner die Bronzemedaille sichern. Im Super-G konnte Alexandra Rexová sich sogar die Goldmedaille sichern. Im darauffolgenden Jahr verpasste bei den Weltmeisterschaften 2023 den Gewinn einer Goldmedaille. Aber in der Alpinen Kombination und in der Abfahrt sicherte sie sich die Silber- bzw. Bronzemedaille gemeinsam mit ihrer Begleitfahrerin Eva Trajčíková.